# Naissance en 1970
Naissance
- 1966
- 1967
- 1968
- 1969
- 1970
- 1971
- 1972
- 1973
- 1974

Les naissances en 1970 concernent les personnalités nées entre le 1er janvier et le 31 décembre 1970.

## Janvier
- 1er janvier : 
  - Alpha Barry, homme politique burkinabé.
  - Carole Franck, actrice française.
  - Rekha Sharma, actrice canadienne.
- 2 janvier : 
  - Annie Milon, actrice française.
  - Heather Juergensen, actrice et productrice américaine.
- 4 janvier : Josh Stamberg, acteur américain.
- 7 janvier : Patrice Caine, haut fonctionnaire et dirigeant d'entreprise français.
- 8 janvier : Võ Thị Ánh Xuân, femme politique vietnamienne.
- 9 janvier : 
  - Branka Katić, actrice serbe.
  - Lara Fabian, chanteuse québécoise/belge.
  - Marco Sanchez, acteur, producteur, réalisateur et scénariste américain.
- 11 janvier :
  - Yaron Ben-Dov, footballeur israélien († 6 janvier 2017).
  - Frédéric Daerden, homme politique belge de langue française.
- 12 janvier : 
  - Inés Silva, artiste vénézuélienne.
  - Zack de la Rocha, chanteur de Rage Against the Machine.
- 13 janvier : Marco Pantani, coureur cycliste italien († 14 février 2004).
- 15 janvier : Shane McMahon, vice-président exécutif de la WWE.
- 17 janvier : Genndy Tartakovsky, animateur et réalisateur américain d'origine russe.
- 18 janvier : Peter Van Petegem, coureur cycliste belge.
- 20 janvier : Kerri Kenney-Silver, actrice américaine.
- 21 janvier :
  - Marina Foïs, actrice franco-italienne.
  - Nurlanbek Kadykeev, homme politique soviétique puis kirghiz († 12 juin 2018).
- 26 janvier : Tracy Middendorf, actrice américaine.
- 27 janvier : 
  - Cindy Cheung (en), actrice américaine.
  - Frédéric Forte, joueur et entraîneur de basket-ball français († 31 décembre 2017).
  - Emmanuel Pahud, flûtiste suisse et français.
- 28 janvier : Valeria Cappellotto, coureuse cycliste italienne († 17 septembre 2015).
- 30 janvier : Kimiya Yui, spationaute japonais.
- 31 janvier :
  - Minnie Driver, actrice, chanteuse, compositrice et productrice britannico-américaine.
  - Lydia Seyram Alhassan, femme politique ghanéenne.

## Février
- 4 février : Hunter Biden, fils du 46e président des États-Unis, Joe Biden.
- 6 février : Anatoli Bibilov, homme politique sud-ossète.
- 7 février : Lisa Harvey, athlète canadienne.
- 9 février : Bjørn Stenersen, coureur cycliste norvégien († 16 septembre 1998).
- 13 février : 
  - Valéri Bolotov, homme politique ukrainien russophone († 27 janvier 2017).
  - Joseph L. Searles III, courtier américain († 26 juillet 2021).
- 14 février : 
  - Dang Jittakorn, chanteur pop de Luk thung thaïlandaise († 30 avril 2016).
  - Simon Pegg, acteur britannique.
- 15 février : 
  - Philippe Pellet, illustrateur de bande dessinée français.
  - Zsuzsa Csisztu, gymnaste, actrice et présentatrice de télévision hongroise.
- 16 février : Angelo Cipolloni, athlète italien.
- 17 février : Dominic Purcell, acteur anglo-américain.
- 18 février : Leonardo Benítez, matador vénézuélien.
- 20 février
  - Anton Chkaplerov, cosmonaute soviétique puis russe.
  - Éric Legnini, pianiste de jazz belge.
  - Natacha Lindinger, actrice française.
- 23 février : Nathalie Arthaud, femme politique française.
- 28 février : Siaosi Sovaleni, homme politique tongien.

## Mars
- 5 mars : 
  - John Frusciante, auteur-compositeur-interprète, guitariste des Red Hot Chili Peppers.
  - Aleksandar Vučić, homme d'État Serbien et troisième président de la république de Serbie.
- 6 mars : Jean-Luc Lemoine, humoriste, chroniqueur et présentateur de télévision français.
- 10 mars : 
  - Benoît Lutgen, homme politique belge de langue française.
  - Alexandre Hannesse, artiste plasticien belge.
- 13 mars : Alexandre Samokoutiaïev, cosmonaute russe.
- 15 mars : Leonid Passetchnik, homme politique ukrainien.
- 16 mars : Oleg Pavlov, écrivain soviétique puis russe † 7 octobre 2018).
- 17 mars : Patrice Nganang, écrivain camerounais.
- 23 mars : 
  - Denis Zanette, coureur cycliste italien († 10 janvier 2003).
  - Gianni Infantino, personnalité du football italo-suisse.
- 25 mars : Kari Matchett, actrice canadienne.
- 27 mars
  - Maribel Díaz Cabello, Première dame du Pérou.
  - Mauricio Vallina, pianistecubain.
  - Tony Ward, couturier et styliste libano-italien.
- 28 mars : Benjamin Castaldi, animateur de télévision et de radio, et producteur français.
- 30 mars : Karim Khan, avocat britannique.

## Avril
- 4 avril : Barry van Galen, footballeur néerlandais
- 5 avril : Valérie Bonneton, actrice française.
- 7 avril :
  - Matt Anoa'i, catcheur américain († 17 avril 2017).
  - Divna Ljubojević, chanteuse serbe.
- 10 avril : Phi Nhung, chanteuse américaine († 28 septembre 2021).
- 13 avril : Szilveszter Csollany, gymnaste hongrois († 24 janvier 2022).
- 14 avril : Martin Matte, humoriste et acteur québécois.
- 19 avril : Luis Miguel, chanteur mexicain.
- 20 avril : Adam Wójcik, basketteur polonais († 26 août 2017).
- 21 avril : Nicole Sullivan, actrice et productrice américaine.
- 26 avril : 
  - Melania Trump, Première dame des États-Unis de 2017 à 2021.
  - Sébastien Folin, animateur de télévision et radio français.
- 28 avril : David Salles, acteur français.
- 29 avril
  - Andre Agassi, joueur de tennis américain.
  - Uma Thurman, actrice américaine.

## Mai
- 1 mai : Sacha Perry, pianiste de jazz et compositeur américain.
- 3 mai : Marie-Soleil Tougas, comédienne québécoise († 10 août 1997).
- 6 mai : Delphine Serina, actrice française († 19 avril 2020).
- 7 mai : Kim Soo-ro, acteur sud-coréen.
- 10 mai :
  - Pepín Liria (José Liria Fernández), matador espagnol.
  - Craig Mack, rappeur américain († 12 mars 2018).
- 15 mai :
  - Frank de Boer, footballeur néerlandais.
  - Ronald de Boer, footballeur néerlandais.
- 18 mai : Takeaki Tsuchiya, cavalier japonais de concours complet.
- 19 mai :
  - Stuart Cable, musicien britannique († 7 juin 2010).
  - Choi Kyung-ju, golfeur sud-coréen.
- 20 mai : Ebru Umar, femme de lettres néerlando-turque.
- 22 mai : Naomi Campbell, mannequin et actrice britannique.
- 23 mai : Yigal Amir, citoyen israélien ultra-nationaliste, assassin de Yitzhak Rabin.
- 24 mai : Antonio Martín Velasco, coureur cycliste espagnol († 11 février 1994).
- 27 mai :
  - Joseph Fiennes, acteur britannique.
  - Jitesh Gadhia – pair, banquier et homme politique britannique.
  - Melissa Hortman, personnalité politique américaine († 14 juin 2025).

## Juin
- 4 juin : 
  - Izabella Scorupco, actrice polono-suédoise.
  - Ekrem İmamoğlu, homme politique turc.
- 7 juin : Helen Baxendale, actrice britannique.
- 6 juin : Henry Williams, joueur de basket-ball américain († 13 mars 2018).
- 9 juin : Stéphane Plaza, animateur de télévision, animateur de radio, agent immobilier et acteur français.
- 11 juin : 
  - Venya D'rkin, poète, musicien, peintre et écrivain soviétique puis russe († 21 août 1999).
  - Dmitri Outkine, militaire russe et fondateur du groupe Wagner († 23 août 2023).
- 12 juin : David Defiagbon, boxeur nigérian naturalisé canadien († 24 novembre 2018).
- 17 juin : Kamel Daoud, journaliste et écrivain algérien.
- 22 juin : 
  - Cathy Andrieu, mannequin et actrice française.
  - Karoline Georges, écrivaine et artiste canadienne.
  - Juliette Powell, animatrice de télévision, productrice et autrice canadienne († 3 juin 2025).
- 23 juin : Yann Tiersen, auteur-compositeur-interprète français.
- 24 juin : Glenn Medeiros, chanteur américain.
- 25 juin :
  - Émile Ntamack, joueur de rugby à XV français.
  - Roope Latvala, guitariste finlandais.
  - Mostafa Salameh, alpiniste jordanien.
- 26 juin : 
  - Paul Thomas Anderson, producteur, réalisateur et scénariste américain.
  - Delly Sesanga, homme politique congolais (RDC).
- 27 juin : Régine Cavagnoud, sportive française († 31 octobre 2001).

## Juillet
- 4 juillet : Nina Siemaszko, actrice américaine.
- 5 juillet: Adolphine Byayuwa, femme politique congolaise.
- 6 juillet : Roger Cicero, chanteur de jazz allemand d'origine roumaine († 24 mars 2016).
- 8 juillet : Beck, chanteur américain.
- 9 juillet : Corneille Nangaa, politologue et expert congolais en démocratie et élections.
- 10 juillet : 
  - John Simm, acteur anglais.
  - Clairemarie Osta, danseuse étoile française.
- 11 juillet : Justin Chambers, acteur américain.
- 12 juillet : Lee Byung-hun, acteur sud-coréen
- 13 juillet :
  - Fabiano Alborghetti, écrivain, poète, dramaturge et photographe italien.
  - Bruno Salomone, humoriste et acteur français.
  - Sylvain Mirouf, illusioniste français.
- 16 juillet : Laurence Pollet-Villard, actrice française († 19 juillet 2016).
- 17 juillet : 
  - Mandy Smith, chanteuse et mannequin britannique.
  - Gavin McInnes, auteur canadien.
- 19 juillet :
  - Sinclair, chanteur français.
  - Brooks Thompson, joueur et entraîneur de basket-ball américain († 9 juin 2016).
  - Nicola Sturgeon, femme politique écossaise et première ministre d'Écosse de 2014 à 2023.
- 21 juillet : Baba Laddé, personnalité politique tchadien.
- 22 juillet : Jason Becker, guitariste de métal instrumental.
- 22 juillet : Abdelmanane Khatab, homme politique tchadien.
- 24 juillet : Axelle Laffont, actrice et humoriste française.
- 27 juillet : Nikolaj Coster-Waldau, acteur danois
- 30 juillet : Christopher Nolan, réalisateur, scénariste et producteur britannique.
- 31 juillet : Ben Chaplin, acteur et scénariste britannique.

## Août
- 3 août : Masahiro Sakurai, concepteur de jeux vidéo japoanais.
- 4 août : Ron Lester, acteur américain († 17 juin 2016).
- 8 août : Pascal Duquenne, acteur belge.
- 13 août : Wendy Whoppers est une actrice pornographique américaine.
- 16 août : Fabio Casartelli, coureur cycliste italien († 18 juillet 1995).
- 19 août : Gary Yourofsky, militant américain pour les droits des animaux.
- 20 août : John Carmack, programmeur américain.
- 23 août : 
  - Brad Mehldau, pianiste de jazz américain.
  - River Phoenix, acteur, musicien et chanteur américain († 31 octobre 1993).
- 24 août : Pak Yong-hui, tireuse sportive nord-coréenne.
- 25 août : Claudia Schiffer, mannequin et actrice allemande.
- 27 août : 
  - Marmont Banza, homme politique de la république démocratique du Congo.
  - Gwendoline Hamon, actrice française.
- 31 août : Rania al-Yassin, reine de Jordanie.

## Septembre
- 1er septembre : 
  - Mitsou Gélinas, chanteuse québécoise.
  - Hwang Jeong-min, acteur sud-coréen.
- 2 septembre : Pierre Laigle, footballeur français.
- 3 septembre : Franck Chambily, judoka français.
- 8 septembre : Lars Vogt, pianiste et chef d'orchestre allemand († 5 septembre 2022).
- 10 septembre : 
  - Jean Messiha, haut fonctionnaire et homme politique français d'extrême-droite.
  - Neera Tanden, présidente du Center for American Progress.
- 14 septembre : Ketanji Brown Jackson, juge américaine, juge à la cour d'appel du circuit de Columbia.
- 15 septembre : Mauro Bertarelli, footballeur italien.
- 16 septembre : 
  - Alberthiene Endah, biographe et romancière indonésienne.
  - Teymur Musayev, urologue azeri.
- 20 septembre : Élisabeth Moreno, dirigeante d'entreprise et femme politique franco-capverdienne.
- 22 septembre : Emmanuel Petit, footballeur français.
- 25 septembre : David Benioff, producteur de télévision, réalisateur, scénariste et romancier américain.
- 26 septembre : Hawa Diallo, écrivaine malienne.
- 27 septembre : Seema Verma, conseillère politique américaine spécialiste de la politique de santé.
- 29 septembre : Jawad Ahmad, chanteur et musicien pop pakistanais.
- 30 septembre :
  - Jean-François Cesarini, homme politique français († 29 mars 2020).
  - Tony Hale, acteur et humoriste américain.

## Octobre
- 2 octobre : Kelly Ripa, actrice américaine.
- 3 octobre : 
  - Kirsten Nelson, actrice américaine
  - Ko Chang-seok, acteur sud-coréen.
- 7 octobre : Nicole Ari Parker, actrice, mannequin et productrice américaine.
- 8 octobre : 
  - Matt Damon, acteur, scénariste, documentariste, producteur de cinéma et monteur américain.
  - Sadiq Khan, homme politique britannique, maire de Londres.
  - Tetsuya Nomura, concepteur de jeu vidéo japonais, créateur de la saga Kingdom Hearts
- 10 octobre : Stéphane Slima, acteur français († 26 août 2012).
- 11 octobre : 
  - Constance Zimmer, actrice américaine.
  - Erick Cortés, matador vénézuélien.
  - Kimberly D. Bowes, archéologue américaine.
- 12 octobre : Origa, chanteuse et vocaliste russe († 17 janvier 2015).
- 20 octobre : Guillaume Cecutti, footballeur français († 8 avril 2010).
- 21 octobre : Louis Koo, acteur et producteur hongkongais.
- 22 octobre : Javier Milei, économiste et homme politique argentin.
- 23 octobre : 
  - Stéphane Nomis, judoka français.
  - Jasmin St. Claire, actrice américaine.
- 24 octobre : Andrew Florent, joueur de tennis australien († 16 août 2016).

## Novembre
- 2 novembre : Rodolfo Acosta R., auteur-compositeur-interprète colombien.
- 4 novembre :
  - Lauri Aus, coureur cycliste estonien († 20 juillet 2003).
  - François Delapierre, homme politique français († 20 juin 2015).
- 5 novembre : Monica Larner, critique de vin américaine.
- 6 novembre : Ethan Hawke, acteur, écrivain, réalisateur, scénariste et metteur en scène américain.
- 7 novembre : Morgan Spurlock, réalisateur, acteur et scénariste américain († 21 mai 2024).
- 8 novembre :
  - Tom Anderson, entrepreneur américain et co-créateur de Myspace.
  - Ingrid Vandebosch, actrice et mannequin belge.
- 9 novembre : Chris Jericho, catcheur canadien.
- 10 novembre : Nazif Mujić, acteur rom bosnien († 17 février 2018).
- 14 novembre : Hylke van Sprundel, acteur néerlandais.
- 17 novembre : 
  - Saba Anglana, chanteuse somali-italienne.
  - Estelle Ondo, femme politique gabonaise.
- 19 novembre : Nicolas Ker, chanteur français († 17 mai 2021).
- 20 novembre : Stéphane Houdet, docteur vétérinaire et joueur français de tennis en fauteuil roulant.
- 21 novembre : Renato Vrbičić, joueur de water-polo yougoslave puis croate († 12 juin 2018).
- 27 novembre : Sabine Quindou, journaliste animatrice de télévision française, principalement connue pour C'est pas sorcier.
- 28 novembre : Édouard Philippe, haut fonctionnaire et homme d'État français.
- 29 novembre : 
  - Ryoo Seung-ryong, acteur sud-coréen.
  - Paola Turbay, actrice américano-colombienne.
- 30 novembre : Michelle Burke, actrice américaine.

## Décembre
- 1er décembre : 
  - Julie Condra, actrice américaine.
  - Sarah Silverman, comédienne de stand-up, actrice, chanteuse, productrice, écrivaine et compositrice américaine.
- 4 décembre : 
  - Chantal Biya, Première dame du Cameroun depuis 1994.
  - Kevin Sussman, acteur américain.
  - Sylvester Terkay, catcheur et pratiquant d'arts martiaux mixtes américain.
- 7 décembre : 
  - Bertrand Belin, guitariste, arrangeur, auteur-compositeur-interprète français.
  - Jeon Mi-seon, actrice sud-coréenne († 29 juin 2019).
  - Yaël Braun-Pivet, Députée française et ministre de l'outre-mer et Présidente de l'Assemblée nationale depuis 2022.
- 11 décembre :
  - Grégori Baquet, acteur, chanteur, réalisateur, metteur en scène français.
  - Anne Grommerch, femme politique française († 15 avril 2016).
- 12 décembre : 
  - Jennifer Connelly, actrice américaine.
  - Mädchen Amick, actrice américaine.
- 13 décembre : Võ Văn Thưởng, homme politique vietnamien.
- 14 décembre : 
  - Andrew Lewis, boxeur guyanien († 4 mai 2015).
  - Nicholas Angelich, pianiste américain († 18 avril 2022).
- 15 décembre : 
  - Valérian Bernard Freyberg, 3e baron Freyberg, pair et homme politique britannique.
  - Michael Shanks, acteur canadien.
- 16 décembre : Daniel Cosgrove, acteur américain.
- 17 décembre : Stella Tennant, mannequin écossaise († 22 décembre 2020).
- 18 décembre : 
  - Miles Marshall Lewis, écrivain américain.
  - DMX, de son vrai nom Earl Simmons, rappeur et acteur américain († 9 avril 2021).
- 20 décembre : Todd Phillips, réalisateur américain.
- 22 décembre : Ted Cruz, sénateur des États-Unis pour le Texas depuis 2013.
- 23 décembre : Amjad Sabri, chanteur de qawwalî pakistanais († 22 juin 2016).
- 24 décembre : Judith Amaechi, activiste pour les droits des femmes nigériane.
- 26 décembre : Keiko Sugiura, coureuse cycliste japonaise.
- 27 décembre : Naoko Yamazaki, spationaute japonaise.
- 28 décembre : Oleg Artemiev, spationaute letton.
- 29 décembre :
  - Enrico Chiesa, footballeur italien.
  - Yoshihiro Tajiri, catcheur japonais.
- 30 décembre : Sandrine Quétier, animatrice de télévision française.
- 31 décembre : Cyrille Legendre, écrivain et journaliste français.
- 31 décembre : Erik Nyindu, journaliste congolais.

## Date précise inconnue
- Fadhel Abdelkefi, homme d'affaires et homme politique tunisien.
- Noureddine Adam, personnalité politique centrafricaine.
- Aleksander Balos, artiste d'origine polonaise.
- Sabina Orellana, femme politique bolivienne.
- Buteur Métayer, criminel et homme politique haïtien († 2005).
- Mie Mie, militante étudiante birmane, prisonnière d'opinion († 13 août 2018).
- Kate Raworth, économiste anglaise.
- Sajida al-Rishawi, djihadiste irakienne († 4 février 2015).
- Jennifer Rubell, artiste conceptuelle américaine.
- Anna Wåhlin, femme politique suédoise.

## Vers 1970
- Ibrahim Malam Dicko, imam et djihadiste burkinabé († mai 2017).
- Julia Liuson, femme d'affaires américaine.
- Marilyn Baptiste, ancienne cheffe de la première nation Xeni Gwet'in en Colombie-Britannique, au Canada.